# En la cripta
En la cripta (título original en inglés: In the Vault) es una historia corta de 1925 del escritor estadounidense de terror H. P. Lovecraft.

## Elaboración y publicación
Escrita el 18 de septiembre de 1925, fue publicada por primera vez en la edición de noviembre de 1925 de la revista pulp Tryout y luego reeditada por Arkham House en la antología de 1939 The Outsider and Others.
En la cripta fue rechazada inicialmente por Weird Tales debido a que según su editor, Farnsworth Wright, no pasaría los filtros de censura de algunos estados norteamericanos. Un año después de aparecer en Tryout Lovecraft envió el relato a la revista pulp Ghost Stories, pero también fue rechazado. Por sugerencia de August Derleth, H.P. Lovecraft reescribió los pasajes más escabrosos del manuscrito y el cuento finalmente fue aceptado por Weird Tales en 1931.

## Argumento
En la cripta relata la historia de un sepulturero llamado George Birch, un hombre insensible que no dudaba en fabricar ataúdes de mala calidad y en maltratar a los muertos. Sin embargo, tras un lamentable accidente que dañó sus tobillos cambió de profesión.
Debido a su irresponsabilidad quedó atrapado en una cripta, de la cual intentó salir por una claraboya. Para acceder a ella formó una escalera con diversos ataúdes, accidentándose al pisar el que perteneció a Asaph Sawyer, hombre cruel y rencoroso de quien Birch se vengó alojando su cadáver en un ataúd pequeño y de mala calidad. Dicho ataúd en un principio estaba destinado a su amigo Matthew Fenner pero, al fallecer Sawyer, Birch se lo adjudicó a él. Dadas las proporciones de este último, decidió serrar sus tobillos con el fin de que cupiese.
Coincidentemente, sería precisamente este ataúd el que pisaría al ascender por las improvisadas escaleras, quebrándose la tapa, hundiéndose los pies y sintiendo cómo algo le desgarraba, logrando huir de aquella cripta.
Su médico, el Dr. Davis, decidió dirigirse al lugar del accidente, descubriendo un cadáver con la cabeza partida y horriblemente desfigurado, pero reconociendo a Asaph Sawyer por su dentadura. Dedujo que lo acontecido en los tobillos de Birch no era más que una venganza de Sawyer que incluso después de muerto seguía siendo el cruel hombre que fue en vida.